# Ламорис, Этери
Этери Ламорис (исп. Eteri Lamoris) — испанская оперная певица, родилась на Украине.

## Биография
Этери Ламорис — певица грузинского происхождения, родилась в Киеве. Дочь и ученица оперной певицы, народной артистки СССР Ламары Чкония (1930—2024), внучатая племянница грузинского художника Нико Пиросмани. Её дед, Акакий Чкония, публицист и директор Тбилисского оперного театра, был репрессирован в 1937 году как представитель аристократии.
Переехав в Европу в юном возрасте, Ламорис продолжила своё образование в Вене у Ренаты Скотто и Рутильды Бош, затем в Мадриде у Долорес Риполиес, которая является продолжательницей школы Марии Каллас.
В начале своей деятельности Ламорис пела в оперных театрах и участвовала в известных фестивалях: оперный фестиваль Верди в Италии, фестиваль Гайдна в Австрии, Музыкальный фестиваль в Ментоне во Франции, где выступала вместе с Даниэлем Баренбоймом, Юрием Башметом, Владимиром Спиваковым, выступала в Большом театре.
Позднее Ламорис подписала двухгодичный контракт с Театром Ариага в Бильбао, где выступала вместе с Марко Армильято, Луисом Лимой, Дэнис Грейвс и Висенте Сардинеро. По окончании срока контракта заключила соглашение о двухгодичном сотрудничестве с оперным театром в Граце (Австрия).
В 22 года на Международном конкурсе оперного искусства OPERALIA Ламорис была признана «одним из десяти лучших голосов мира» и вместе с тенором Хосе Курой в Штат опере была удостоена особой награды — «Vienna Public Prize» (приз зрителей Вены). Ламорис является лауреатом девяти международных конкурсов, на семи из которых она завоевала Первые премии..
Она пела в главных оперных театрах Барселоны, Мадрида, Бильбао, Севилии, Неаполя («Богемa» в постановке Ф. Дзеффирелли), Рима, Турина (с участием Л. Паваротти) Ниццы, Вены, Лондона, Стокгольма, Дюссельдорфа («Лючия Де Ламмермур» в постановке К. Лойя), Бонна («Ромео и Джульетта», постановка Джан Карло Дель Монако), Милана («Богема», постановка театра «Ла Скала»), Палм-Бич Оперы, Берна, Венеции, Флоренции, Триеста («Сказки Гоффмана», дирижёр Д. Орэн), Вашингтона («Пуритане» и «Паяцы» вместе с П. Доминго в постановке «Ла Скала»), Питтсбурга, Мехико, Ганновера (Гайдн, «Неожиданная встреча», дирижёр А. Фишер), Роттердама, Мангейма, Парижа (с Ш. Дютуа и К. Мазуром), Праги (концерт с оркестром «Виртуозы Праги»), Рио-де-Жанейро («Травиата» в постановке лауреата «Оскара» Джани Кварантa), Тура и Перпиньяна (концерты под патронатом М. Ростроповича и оркестром «Виртуозы Москвы»), Осло, Гонконга, Пармы и многих других.
Среди её особо любимых работ — спектакли «Богема» и «Монтекки и Капулетти» с дирижёром Нелло Санти в оперных театрах Неаполя и Рима, «Турандот» с Лондонским симфоническим оркестром в Равенне, а также дебют в Карнеги Холл с «Новым Английским Симфоническим Oркестром». Этери Ламорис совершила турне по Италии (Флоренция, Неаполь, Барри и Милан) со спектаклями «Травиата» в постановке Ф. Дзеффирелли; спела в Лос-Анджелесе в «Богеме» (вместе с Р. Аланья); на Международном фестивале в Макао в опере «Ромео и Джульетта» и «Травиата» (Постановка Сан Франсиско); а также в Италии в «Арена ди Верона» в спектаклях «Травиата»; на Ольденбургском фестивале с Берлинским симфоническим оркестром; концерт на Донубском фестивале в Вене с дирижёром Ф. Луизи и Венским симфоническим оркестром. Участвовала в знаменитом ежегодном Рождественском концерте в Вене «Christmas in Vienna» в зале «Мюзикферайн», который транслировался в 40 странах мира.
По оценкам испанской прессы Этери Ламорис признана «Виолеттой 21 века» и «жемчужиной мировой оперы» в опере Верди «Травиата» (Avanguardia-1993.27.11) Итальянская пресса оценивает её пение как «совершенный пример бельканто» в роли Лючии ди Ламмермур в одноимённой опере Доницетти. (L’opera internazionale. Milano.1999.03) Французская пресса назвала певицу «абсолютно великолепной», «лучом света» и «музыкой души» (Opera international Paris. 1997.03; и Quest France) Пресса США пишет «В Кенеди центре ярко блистала звезда», «лучший вокал и огромное сценическое мастерство показала Этери Ламорис» (World wide arts critic. 2000.01 и Palm Beach Daily News. U.S.A. 2001.01) Русская пресса отметила её «блистательное сопрано и королевскую манеру петь и держаться на сцене» (Комсомольская правда. Россия) А после её спектаклей на постановках Арены ди Верона её называют «сопрано большого таланта, блестящая Виолетта» (Gazzettino di Vicenza 2005.11)
В связи с рождением сына Александра, Ламорис временно остановила свою карьеру, вернувшись к активной концертной деятельности в 2009 году.
В том же году Ламорис также стала выступать в новом амплуа продюсера как представитель международной компании «Инкоцентр», организовывая концерты большого формата.
10 марта 2012 года Принцесса Швеции Кристина Магнуссон от шведской государственной патриотической королевской организации наградила Ламорис золотым орденом «Выдающаяся певица нашего времени».
Этери Ламорис имеет обширную дискографию оперных арий, камерной и современной классической музыки. Её записи продаются во многих странах Европы и в США.
Сотрудничала с благотворительными организациями, такими как МЕНСАХЕРОС ДЕ ЛА ПАС, УНИСЕФ (MENSAJEROS DE LA PAZ, UNICEF). Пела благотворительные концерты во Франции, Испании, Грузии, Украине.
Вместе с сестрой управляет международным музыкальным фестивалем и конкурсом «Бельканто Фестиваль» и «Академия Бельканто» в австрийском городе Грац.
Дает мастер-классы и присутствует как член жюри на других международных конкурсах.
Много лет живёт в Испании.
Этери Ламорис получила 9 премий крупных международных конкурсов. В 7 случаях она получала первые места.

## Дискография
- 2000 — THE BEST FROM LA TRAVIATA[9], Violetta’s Aria from «La Traviata», ROMEO RECORDS (англ.), QUALITON Inc.;SACD
- 2000 — MIS CANCIONES FAVORITASE[10], ROMEO RECORDS (англ.), QUALITON Inc. ;SACD
- 2001 — OPERA ARIAS[11],  Mazur Media, BEAUX 2104;SACD
- 2004 — VIRTUOSISSIMO, BACH, HAYDN, HANDEL, VIVALDI, GLUCK, MOZART, Preizer Records https://www.jpc.de/jpcng/classic/detail/-/art/Eteri-Lamoris-Virtuosissimo/hnum/1586464